# Sarra Belhocine
Sarra Belhocine (ur. 18 września 1994 w Algierze w Algierii) – algierska siatkarka grająca jako rozgrywająca. W latach 2013/2014 występowała w drużynie GS Pétroliers